# Intendencia de Comayagua
La intendencia de Comayagua fue una antigua entidad territorial que comprendía el actual territorio de Honduras. Esta fue creada por real cédula de Carlos III de España del 23 de diciembre de 1786, y formó parte de la Capitanía General de Guatemala. Comprendía dos partidos: 
- Comayagua, cuya capital, sede de la intendencia y del arzobispado era Santa María de la Nueva Valladolid de Comayagua.
- Tegucigalpa, cuya ciudad principal era la villa de San Miguel de Heredia de Tegucigalpa.[1]

## Historia

El Retablo de la catedral de Tegucigalpa. Este fue hecho a finales del siglo XVIII en territorio hondureño.

Tegucigalpa había obtenido la calidad de alcaldía mayor en 1608, pero la perdió con la creación de la intendencia. Esto conllevo a varias disputas con la élite criolla y peninsular de la Villa de Comayagua. Obtuvo nuevamente dicho rango el 14 de mayo de 1811. Para 1812, con la promulgación de la Constitución de Cádiz, la intendencia fue parte de la Diputación de Guatemala hasta 1814, y en 1820 pasó a convertirse en la provincia de Comayagua.
La intendencia estaba dirigida por un gobernador-intendente nombrado por el rey. El gobernador-intendente tenía su residencia en Comayagua, capital de la provincia, el que no ejercía jurisdicción militar en los establecimientos de Omoa, Trujillo, Roatán, Río Tinto y el cabo de Gracias a Dios, porque directamente dependían del gobierno de la Capitanía General. Tampoco ejercía en ellos acción administrativa, pero en lo espiritual sí dependían del Obispado de Comayagua como el resto del territorio, el cual tenía la extensión jurisdiccional en todos los ramos de la administración pública, que tenía la diócesis mencionada en cumplimiento de reales disposiciones que así lo ordenaban.

### Economía
El patrimonio de la provincia consistía en la explotación minera, aunque para las dos primeras décadas del siglo XIX había disminuido la producción de plata, manteniéndose a flote, sin embargo, los lavaderos de oro en los ríos olanchanos y algunos filones estaban siendo explotados irregularmente. La agricultura no tenía gran auge en comparación de la ganadería que era un renglón principalísimo, pues se comerciaba en gran escala con la venta de ganado en pie a El Salvador, Guatemala, Belice y aún a Costa Rica.
Los beneficios económicos del  añil y de grana todavía eran apreciables y se explotaba con éxito la vainilla, la zarzaparrilla, el cacao, el liquidámbar y la raíz de ipecacuana, renglones que fueron descuidados posteriormente quedando sólo el palo tinte, las maderas preciosas (caoba, cedro, palo rosa, San Juan) que se explotaban en la región mosquita. La caña de azúcar y el café, constituían más bien un patrimonio familiar de poca consideración. Debemos consignar que no se carecía de los artículos llamados de primera necesidad (maíz, frijoles, patatas, yuca y maicillo) así como frutas variadas, pero la industria era embrionaria (tenería, azúcar, moscabado, junco, calzado) sin carecerse de las artesanías y confecciones hogareñas (pan, dulcería, embutidos, etc.).
El comercio era bastante activo, especialmente en las poblaciones más importantes, los artículos generalmente se importaban desde España y de Perú, o bien de Guatemala. Los malos caminos, todos para recuas de mulas y algunos como en los valles y costas habilitados para carreteras, dificultaban la comunicación y el desarrollo de la provincia cuya topografía fue el principal obstáculo para el progreso. Por lo general el transporte era bastante lento y costos debido a la ɡeoɡrafia montañosa y selvática de Honduras. 
Sin embargo los puertos de Omoa y Trujillo recibían la constante visita de las naves que traían de la metrópoli mercancías y en las cuales venían peninsulares, gran variedad de mercaderías, entre ellas, telas, vinos, aceites, medicinas, herramientas y a veces sementales de vacunos y equinos con destino a los propietarios hacendados. En general, la Provincia, con toda su producción de plata y oro, con su agricultura, ganadería e incipiente industria, tenía una población considerable pobre mayoritariamente negra e india, aunque no miserable y los mestizos podían mantener un estilo de vida estable y la economía de la intendencia se iba hacia adelante venciendo obstáculos debido a su compleja ɡeoɡrafia y la indiferencia de las autoridades de la metrópoli.

### Educación

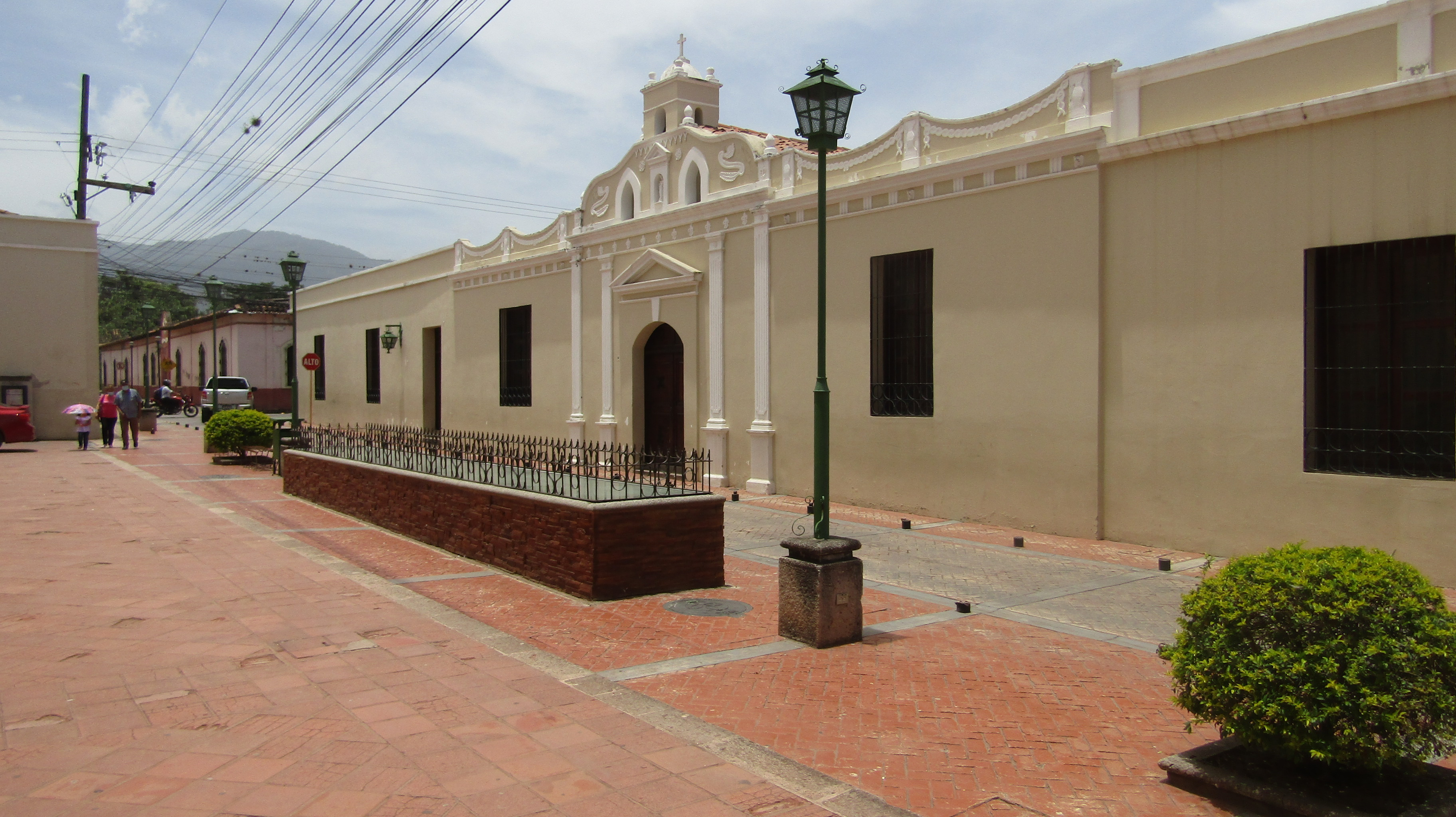
En el Colegio tridentino de San Agustín de Comayagua se graduaron diversos personajes ilustres de la historia de Honduras.

En el ramo de educación fue siempre fue con de un alto carácter religioso, en la La villa de la Nueva Valladolid de Comayagua estaba el Seminario o Colegio Tridentino de San Agustín, el cual fue creado en 1678  mediante Cédula Real y se terminó su construcción hasta el año de 1684 siendo el Obispo fray Alonso Vargas y Abarca. Este formaba buenos clérigos y bachilleres en filosofía y en leyes los cuales eran las personas más ilustradas y de mejor posición económica dentro de la intendencia. Los grados mayores se obtenían en la Universidad de San Carlos de Guatemala, en México o en León de Nicaragua. 
Es digno de mencionarse la existencia de escuelas de primeras letras gracias a los esfuerzos de los ayuntamientos y vecinos, y a la ayuda de la Corona española, algunas veces de enviar catedráticos encargados de la enseñanza de los niños indígenas. Había escuelas en Comayagua, Tegucigalpa, Trujillo, Omoa, Danlí, Los Llanos de Santa Rosa, Gracias, Ojojona, Santiago Laiguala, San Francisco de Pespire, San Antonio de Langue y Choluteca”. En otros pueblos eran los curas doctrineros los encargados de enseñar las primeras letras ayudados por maestros empíricos de buena voluntad.

### Disolución

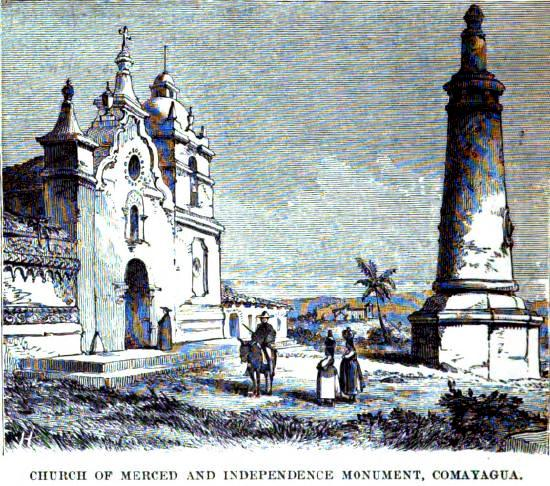
Monumento a la Constitución de Cádiz en Comayagua, erigida en 1820 para conmemorar la Constitución española de 1812.

Para el año de 1812 se había restablecido la Alcaldía Mayor de Tegucigalpa con su antigua jurisdicción, la cual era gobernada por un Alcalde Mayor de nombramiento real. El Obispado de Honduras o de Comayagua que fuera creado o erigido en 1539 por Bula de Su Santidad Paulo III con sede en Trujillo, para la época de que tratamos tenía su asiento en la capital de la Provincia desde 1561 en que fue trasladada por el Obispo Fray Jerónimo de Corella. para 1812 las Cortes de Cádiz extinguieron el Reino de Guatemala y en su territorio crearon dos provincias: la provincia de Nicaragua y Costa Rica y la provincia de Guatemala. 
En 1820, al restaurarse el régimen constitucional, se restableció la Provincia de Guatemala, con Carlos de Urrutia y Montoya como jefe político superior, pero en 1821 las Cortes españolas separaron de su territorio el de la Intendencia de Comayagua, para crear una nueva provincia de la Monarquía Española, la Provincia de Comayagua que ya no dependía política y administrativamente de Guatemala. La Diputación Provincial de Comayagua se instaló en agosto de 1821, bajo la presidencia del jefe político superior José Gregorio Tinoco de Contreras.

## Gobernadores intendentes
- Juan Nepomuceno de Quesada y Barnuero (26 de junio de 1787-1789), coronel.
- Alejo García Conde (7 de mayo de 1789-1796), coronel.
- Ramón de Anguiano (junio 1796-1808), coronel.
- Antonio Norberto Serrano y Polo (1804-1810), coronel.
- Carlos Castañón (1810-1812), coronel.[6]